# 深圳博物馆旧馆
深圳博物馆旧馆，是深圳市历史建筑之一，位于中国广东省深圳市福田区华强北街道通新岭社区同心路6号。该建筑物建于1984年，属于改革開放後的建筑物，为其他當代重要史跡及代表性建築。